# Naratettix rubrovittatus
Naratettix rubrovittatus är en insektsart som först beskrevs av Matsumura 1920.  Naratettix rubrovittatus ingår i släktet Naratettix och familjen dvärgstritar. Inga underarter finns listade i Catalogue of Life.